# Walckenaeria fusca
Walckenaeria fusca este o specie de păianjeni din genul Walckenaeria, familia Linyphiidae, descrisă de Rosca, 1935. Conform Catalogue of Life specia Walckenaeria fusca nu are subspecii cunoscute.